# Jadi Mulyo
Jadi Mulyo is een bestuurslaag in het regentschap Lampung Timur van de provincie Lampung, Indonesië. Jadi Mulyo telt 1857 inwoners (volkstelling 2010).